# Самора-Коррея
Само́ра-Корре́я (порт. Samora Correia)  —  район (фрегезия) в Португалии,  входит в округ Сантарен. Является составной частью муниципалитета  Бенавенте. По старому административному делению входил в провинцию Рибатежу. Входит в экономико-статистический  субрегион Лезирия-ду-Тежу, который входит в Алентежу. Население составляет 12 826 человек на 2001 год. Занимает площадь 322,41 км².
Покровителем района считается Дева Мария (порт. Nossa Senhora da Oliveira).